# New-Mexico-Spanisch
New-Mexico-Spanisch ist ein spanischer Dialekt und wird im US-Bundesstaat New Mexico und im Süden des Bundesstaates Colorado gesprochen; weiterhin im Norden des Bundesstaates Chihuahua, Mexiko. Sprecher der Sprache sind hauptsächlich Nachkommen der spanischen Kolonisten, die im 17. und 18. Jahrhundert in diese Gegend kamen. Während dieser Zeit war der Kontakt mit dem Rest von Amerika begrenzt, so dass sich die Sprache entwickeln konnte. Durch den Mexikanisch-Amerikanischen Krieg und die darauffolgende englischsprachige US-Verwaltung vermischten sich die beiden Sprachen und es entstanden spezifische Eigenheiten.